# Keresztvár

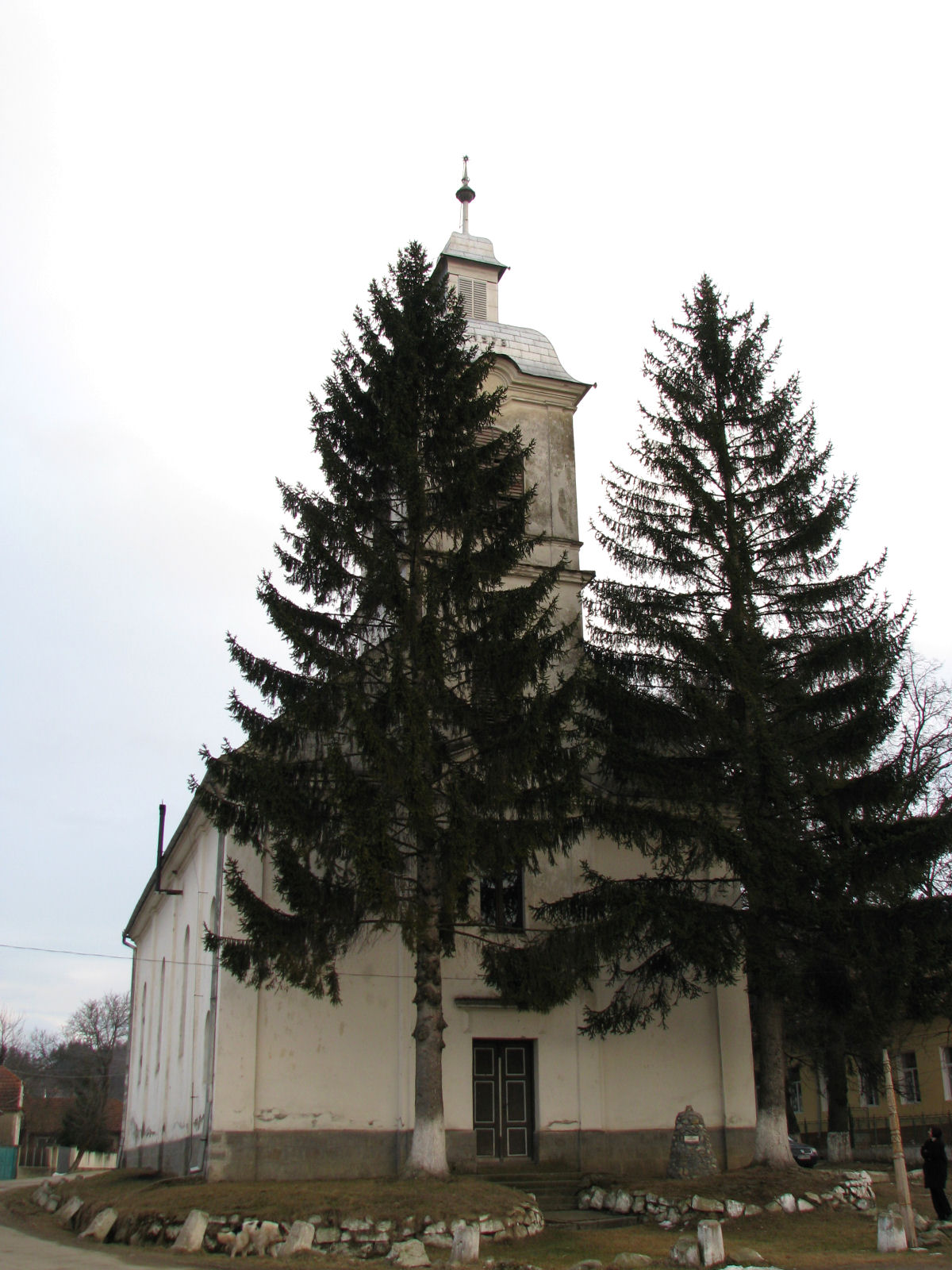
Református templom

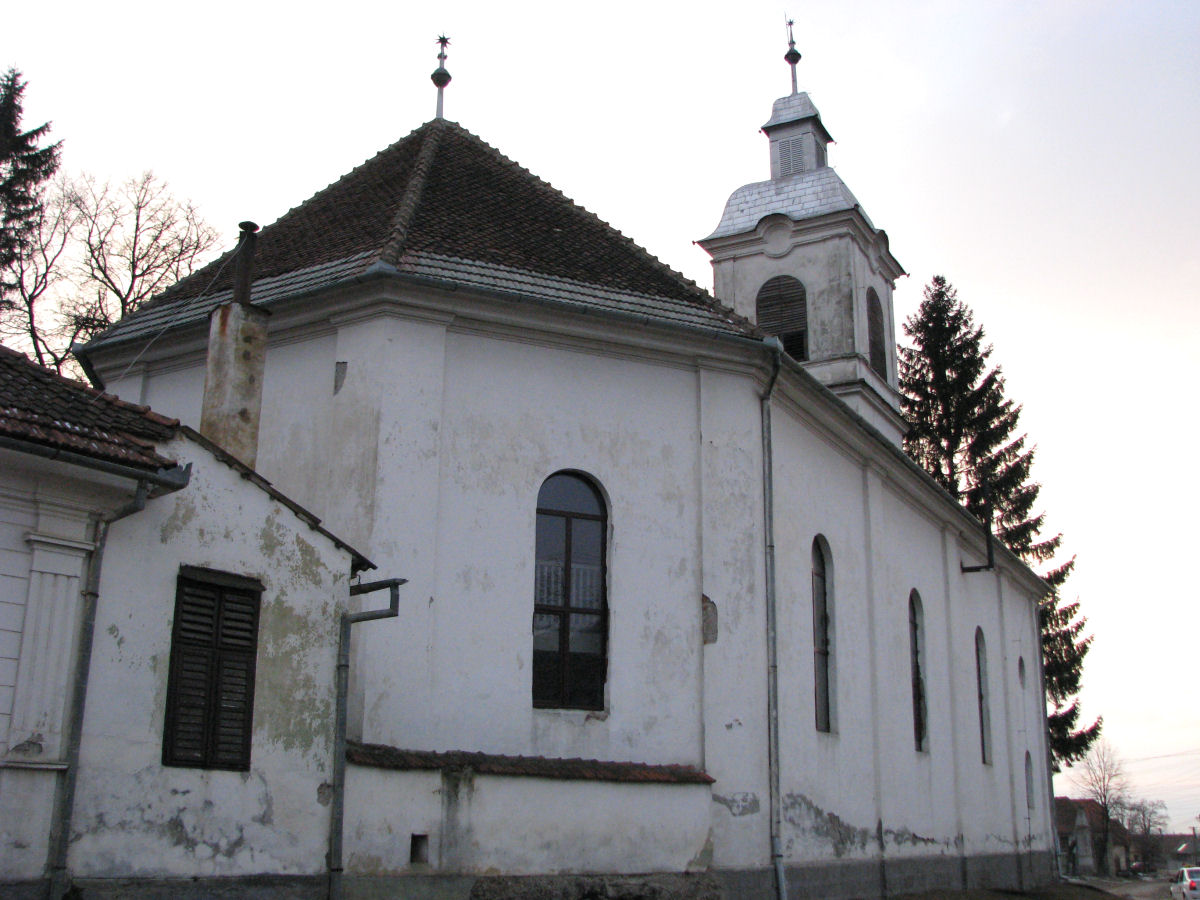
Református templom

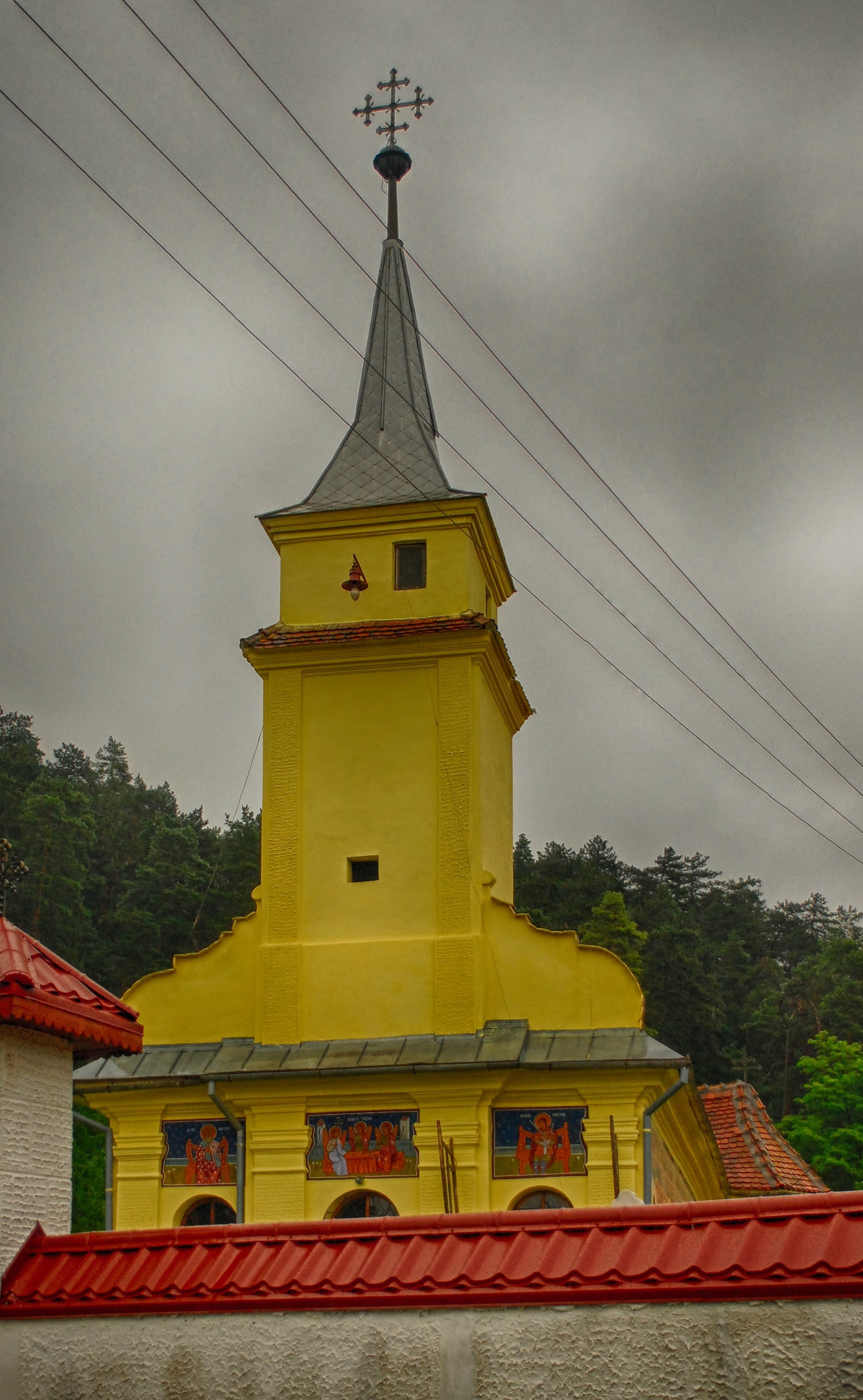
Ortodox templom

Keresztvár, 1905-ig Nyén (másképp Nyién, románul Teliu, népiesen Tiei, németül Thell vagy (történeti) Kreuzburg): falu Romániában, Erdélyben, Brassó megyében, Keresztvár község központja.

## Fekvése
Brassótól 22 km-re kelet–északkeletre, a Barcasági-medence és a Csukás-hegység peremén fekszik.

## Nevének eredete
Első írásos említésekor, 1361-ben Mykofalva alio nomine Leelfalua. A Lélfalva névváltozat 1373-ban németes alakban is megjelenik: Lylendorf. A Lél személynevet magában viselő helységnévből keletkezett elhasonulással a falu hagyományos magyar neve, a Nyén (először 1403-ban jegyezték föl). A román név a középkorban birtokos Teel gerébcsalád nevét őrzi. 1903-ban maga a község kérte a Keresztvár nevet, amely Kreuzburg vár nevének tükörfordítása.

## Története
Kezdetben valószínűleg szász falu volt. A 15. században a prázsmári Teel család birtokközpontja. 1471-ben már románok is lakták. A század végén a Teel család fiágon kihalt, birtokaikat pedig Teel Borbála férje, Béldi Albert örökölte. A falu uradalmával és a prázsmári gerébházzal együtt a bodolai Béldi-uradalom része lett. A 16. században szász lakói elköltöztek vagy elmagyarosodtak. Magyar lakói a Béldiekkel együtt egészen 1640-ben katolikusok maradtak, akkor tértek át a református vallásra. 1600. szeptember 14–szeptember 15-én a céhes brassói polgárokból és diákokból, magyar zsoldosokból és egy prázsmári segédcsapatból álló kétezres sereg a falu mellett kényszerítette meghátrálásra Nicolae Pătrașcunak, Vitéz Mihály fiának a Tatárhavas-hágón keresztül benyomult hatezres havasalföldi seregét. A brassóiaknak ugyan a Mihály vajda pártján álló székelyek fenyegetése miatt vissza kellett fordulniuk, de az ütközet eredményeképp Pătrașcu már nem tudott csatlakozni apja seregéhez a miriszlói csata előtt. 1678-tól a Béldiek mellett a Mikes család is birtokos a faluban. 1690 végén itt hagyta el Erdélyt utoljára Thököly Imre. 1698-ban 21 magyar és 17 román jobbágycsalád, 5 magyar és 3 román zsellércsalád lakta. Református egyháza 1800-ban vált anyaegyházzá, addig Bodola filiája volt. 1876-ig Felsőfehér vármegyéhez, azután Háromszék vármegyéhez tartozott. 1926-ban csatolták Brassó megyéhez.
1924 és 1928 között a Brassó–Bodzaforduló vasút építése a prosperitás időszakát jelentette a község életében. Határában két alagutat is fúrtak, a Poiana Florilor és Bodzaforduló közötti a maga 4369 méteres hosszával ma is a leghosszabb vasúti alagút Romániában. A vasúthoz a Béldi- és Mikes-uradalmak erdeinek kitermelésére mellékvonalakat nyitottak. Emeletes házak, kaszinó épültek, a lakosok fuvarozást, vízhordást vállaltak.
2008-ban itt avatták föl Románia első korszerű csigafeldolgozó üzemét.

## Lakossága
1850-ben 972 magyar, 730 román és 195 cigány lakosa volt, felekezet szerint 977 református és 910 ortodox.
1900-ban 2464 lakosából 1434 volt magyar és 1030 román anyanyelvű, 1356 református, 1040 ortodox és 44 római katolikus. 40%-uk tudott írni–olvasni, a román anyanyelvűek 35%-a beszélt magyarul.
A 2002-es népszámlálás szerint 3710 lakosából 2750 román és 956 magyar, felekezet szerint 2723 ortodox, 844 református és 79 római katolikus.

## Látnivalók
- A Német Lovagrend által 1212 és 1214 között épített Kreuzburg várát hagyományosan a falutól északkeletre, egy hegytetőn állt rommal azonosították. Ez a vélekedés állt a falu névadásának hátterében is. Az 1920-as években a vasútépítéshez nyitott kőbánya az 1960-as évekre ezt a várat a heggyel együtt eltüntette. Az újabb kutatások azonban tisztázták, hogy a keresztesek vára nem itt, hanem a Tatárhágón, Bodzavám felett állt, ahol romjai ma is láthatóak.
- Ortodox temploma a 18. század második feléből való. 1795-ben készült külső festéséből a déli oldalon maradtak fenn jó állapotú részletek.

## Híres emberek
- Itt született 1928-ban Kalik Károly matematikus, egyetemi tanár.
- Itt született 1937-ben Gazdáné Olosz Ella textilművész.